# Rio Delaware

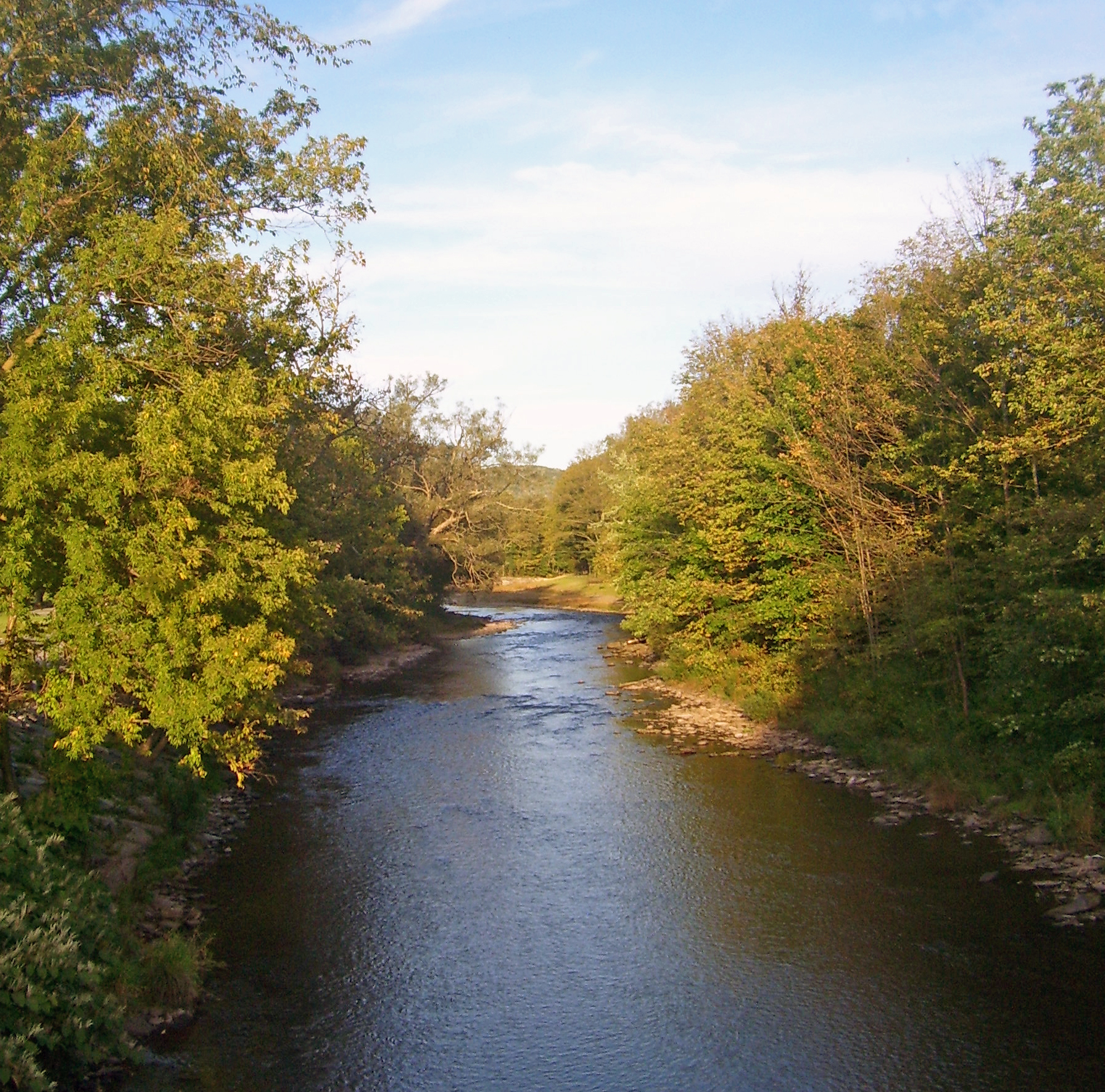
O rio Delaware, na altura de Margaretville, em Nova Iorque.

O Rio Delaware (em inglês:  Delaware River) é um rio dos Estados Unidos. Sua nascente é o Monte Jefferson, Condado de Schoharie, Estado de Nova Iorque, a 575 metros de altitude. Desemboca no Oceano Atlântico.
O Rio Delaware constitui uma parte dos limites territoriais entre os estados da Pensilvânia e de Nova Iorque, limita os estados de Nova Jersey e Pensilvânia ao longo de toda a faixa fronteiriça e estabelece a maior parte das limitações entre os estados de Delaware e Nova Jersey.